# Halterofilismo nos Jogos Olímpicos de Verão de 1980
O halterofilismo nos Jogos Olímpicos de Verão de 1980 foi realizado em Moscou, na União Soviética, entre 20 e 30 de julho, com dez eventos disputados, todos masculinos. Um total de 172 atletas de 39 nações participou. As competições foram realizadas no Palácio dos Esportes de Ismaylovo. O evento também contou como o Campeonato Mundial de Halterofilismo de 1980. Apenas as medalhas no total foram contabilizadas para os Jogos Olímpicos, enquanto as medalhas do arranque e do arremesso também foram consideradas para os campeonatos mundiais de halterofilismo.

## Eventos do halterofilismo
Masculino: até 52 kg | até 56 kg | até 60 kg | até 67,5 kg | até 75 kg | até 82,5 kg | até 90 kg | até 100 kg | até 110 kg | acima de 110 kg

## Mosca (–52 kg)
| Pos. | País                  | Atletas            | Marca         |
| ---- | --------------------- | ------------------ | ------------- |
|      | União Soviética (URS) | Kanibek Osmanoliev | 245,0 kg (RO) |
|      | Coreia do Norte (PRK) | Ho Bong-Choi       | 245,0 kg      |
|      | Coreia do Norte (PRK) | Han Gyong-Si       | 245,0 kg      |

## Galo (–56 kg)
| Pos. | País                  | Atletas            | Marca         |
| ---- | --------------------- | ------------------ | ------------- |
|      | Cuba (CUB)            | Daniel Núñez       | 275,0 kg (RM) |
|      | União Soviética (URS) | Iurik Sarkisian    | 270,0 kg      |
|      | Polônia (POL)         | Tadeusz Dembończyk | 265,0 kg      |

## Pena (–60 kg)
| Pos. | País                  | Atletas         | Marca         |
| ---- | --------------------- | --------------- | ------------- |
|      | União Soviética (URS) | Viktor Mazin    | 290,0 kg (RO) |
|      | Bulgária (BUL)        | Stefan Dimitrov | 287,5 kg      |
|      | Polônia (POL)         | Marek Seweryn   | 282,5 kg      |

## Leve (–67,5 kg)
| Pos. | País                    | Atletas        | Marca         |
| ---- | ----------------------- | -------------- | ------------- |
|      | Bulgária (BUL)          | Ianko Russev   | 342,5 kg (RM) |
|      | Alemanha Oriental (GDR) | Joachim Kunz   | 335,0 kg      |
|      | Bulgária (BUL)          | Mintcho Pachov | 325,0 kg      |

## Médio (–75 kg)
| Pos. | País                  | Atletas         | Marca         |
| ---- | --------------------- | --------------- | ------------- |
|      | Bulgária (BUL)        | Assen Zlatev    | 360,0 kg (RM) |
|      | União Soviética (URS) | Alexandr Pervi  | 357,5 kg      |
|      | Bulgária (BUL)        | Nedeltcho Kolev | 345,0 kg      |

## Pesado-ligeiro (–82,5 kg)

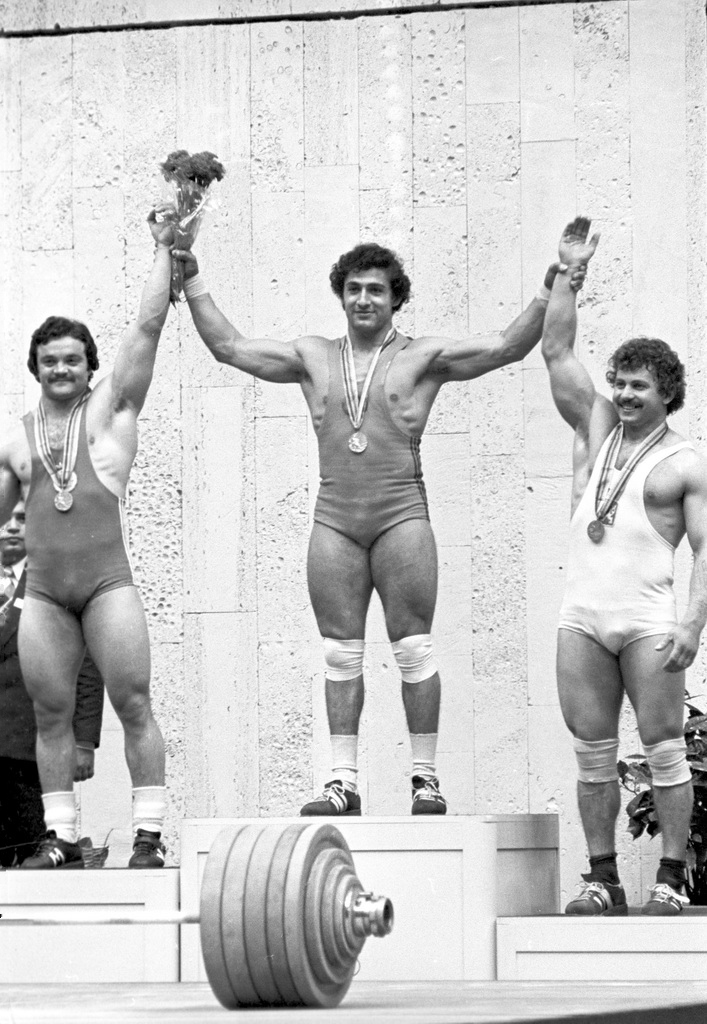
Medalhistas da categoria até 82,5 kg. Da esquerda para a direita: Blagoev, Vardanian e Poliačik

| Pos. | País                  | Atletas         | Marca         |
| ---- | --------------------- | --------------- | ------------- |
|      | União Soviética (URS) | Iurik Vardanian | 400,0 kg (RM) |
|      | Bulgária (BUL)        | Blagoi Blagoev  | 372,5 kg      |
|      | Checoslováquia (TCH)  | Dušan Poliačik  | 367,5 kg      |

## Meio-pesado (–90 kg)
| Pos. | País                    | Atletas           | Marca    |
| ---- | ----------------------- | ----------------- | -------- |
|      | Hungria (HUN)           | Péter Baczakó     | 377,5 kg |
|      | Bulgária (BUL)          | Roumen Alexandrov | 375,0 kg |
|      | Alemanha Oriental (GDR) | Frank Mantek      | 370,0 kg |

## Sub-pesado (–100 kg)
| Pos. | País                  | Atletas        | Marca         |
| ---- | --------------------- | -------------- | ------------- |
|      | Checoslováquia (TCH)  | Ota Zaremba    | 395,0 kg (RO) |
|      | União Soviética (URS) | Igor Nikitin   | 392,5 kg      |
|      | Cuba (CUB)            | Alberto Blanco | 365,0 kg      |

## Pesado (–110 kg)

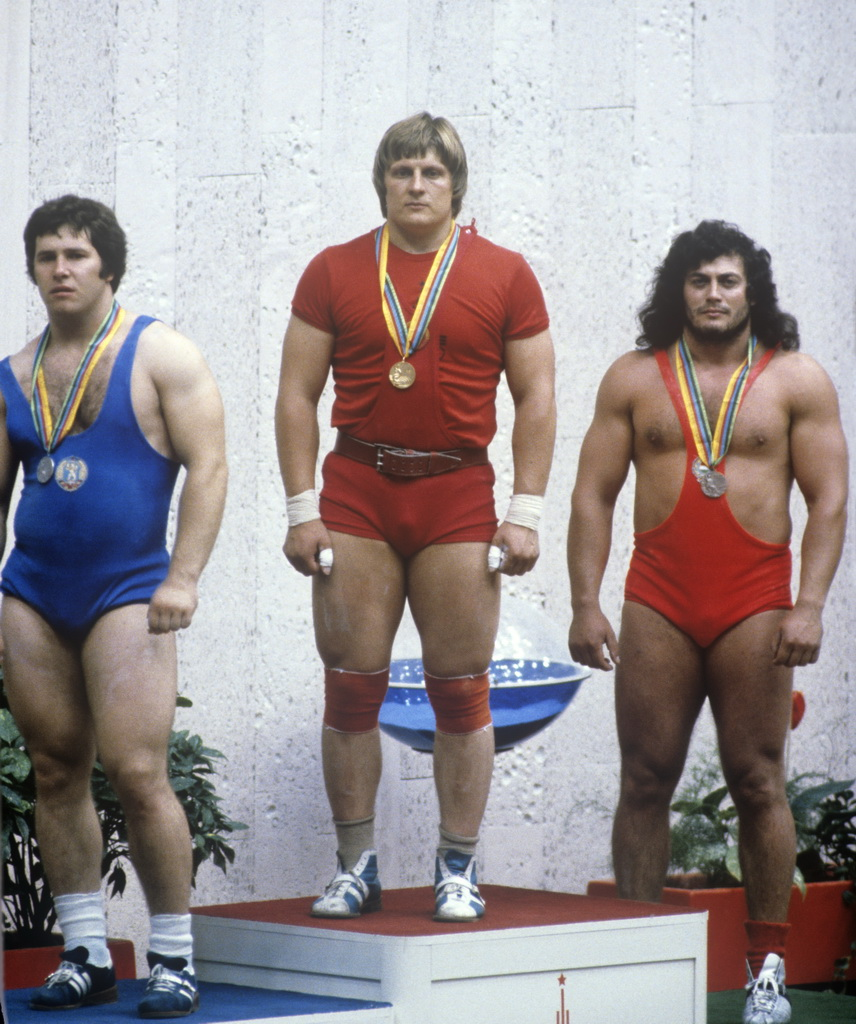
Medalhistas da categoria até 110 kg. Da esquerda para a direita: Christov, Taranenko e Szalai

| Pos. | País                  | Atletas           | Marca         |
| ---- | --------------------- | ----------------- | ------------- |
|      | União Soviética (URS) | Leonid Taranenko  | 422,5 kg (RM) |
|      | Bulgária (BUL)        | Valentin Christov | 405,0 kg      |
|      | Hungria (HUN)         | György Szalai     | 390,0 kg      |

## Superpesado (+110 kg)
| Pos. | País                    | Atletas           | Marca    |
| ---- | ----------------------- | ----------------- | -------- |
|      | União Soviética (URS)   | Sultan Rakhmanov  | 440,0 kg |
|      | Alemanha Oriental (GDR) | Jürgen Heuser     | 410,0 kg |
|      | Polônia (POL)           | Tadeusz Rutkowski | 407,5 kg |

## Quadro de medalhas
| Pos.               | País                  | Ouro | Prata | Bronze | Total |
| ------------------ | --------------------- | ---- | ----- | ------ | ----- |
| 1                  | URS União Soviética   | 5    | 3     | 0      | 8     |
| 2                  | BUL Bulgária          | 2    | 4     | 2      | 8     |
| 3                  | TCH Checoslováquia    | 1    | 0     | 1      | 2     |
| 3                  | CUB Cuba              | 1    | 0     | 1      | 2     |
| 3                  | HUN Hungria           | 1    | 0     | 1      | 2     |
| 6                  | GDR Alemanha Oriental | 0    | 2     | 1      | 3     |
| 7                  | PRK Coreia do Norte   | 0    | 1     | 1      | 2     |
| 8                  | POL Polônia           | 0    | 0     | 3      | 3     |
| Total (8 entradas) | Total (8 entradas)    | 10   | 10    | 10     | 30    |